# Jean-Baptiste Andrea
Pour les articles homonymes, voir Andrea.
Ne doit pas être confondu avec Jean-Baptiste Andréae.
Jean-Baptiste Andrea, né le 4 avril 1971 à Saint-Germain-en-Laye, est un écrivain, scénariste et réalisateur français. Il reçoit le prix Femina des lycéens et le prix du premier roman pour son premier livre, Ma reine, sorti en 2017, le Grand Prix RTL-Lire en 2021, ainsi que le prix Goncourt 2023 et le Grand prix des lectrices de Elle pour son quatrième roman, Veiller sur elle.

## Biographie

### Enfance et formation
Jean-Baptiste Andrea naît le 4 avril 1971 à Saint-Germain-en-Laye,. Il a des origines italiennes par sa mère, ainsi que grecques, baléares et pied-noir d'Algérie,,.
Il grandit à Cannes. Il est élève à l'Institut Stanislas où il fera ses premières expériences de scène et d'écriture,. 
Il est diplômé de l'Institut d'études politiques de Paris en 1993 (master communication et ressources humaines) et de l'ESCP en 1996,.

### Cinéma
Il devient ensuite scénariste et réalisateur.
Il écrit ses premiers films en anglais et reçoit plusieurs prix pour son film Dead End sorti en 2003 et réalisé avec Fabrice Canepa. Il réalise également Big Nothing en 2006 dans lequel joue notamment David Schwimmer.
En 2007, il co-écrit Hellphone, un film français sur un téléphone portable tueur d’adolescents, avec le réalisateur James Huth, dans lequel joue notamment Jean-Baptiste Maunier.
En 2013, il écrit et réalise La Confrérie des larmes, qui met en scène Jérémie Renier et Audrey Fleurot.
En 2022, il écrit le scenario du film d'aventures King.

### Littérature
À 46 ans, il publie son premier roman, Ma reine, sorti en 2017, qui raconte l'histoire d'un garçon qui décide de partir de chez lui pour faire la guerre mais qui à la place va trouver l'amitié. Il reçoit plus d'une dizaine de prix dont le prix Femina des lycéens et le prix du premier roman,.
Les deux romans suivants, Cent millions d'années et un jour et Des diables et des saints sont également multiprimés,.
Quant au quatrième, Veiller sur elle, publié en 2023, il est récompensé par le prix Goncourt ,, le Prix du roman Fnac et le Grand prix des lectrices de Elle. Le roman raconte l'histoire d'un sculpteur dans l'Italie de l'entre-deux-guerres. Jean-Baptiste Andrea aborde le thème du fascisme ainsi que l'arrivée au pouvoir de Mussolini. Il dresse aussi le portrait d'une femme se battant pour sa liberté,. 
Tous ses romans sont publiés aux éditions de l'Iconoclaste. Sa fondatrice, Sophie de Sivry, décédée en mai 2023, joue un rôle déterminant dans la carrière de Jean-Baptiste Andrea : elle est en effet la seule à accepter son premier manuscrit, après plusieurs refus.

## Œuvre littéraire
- Ma reine, Paris, L'Iconoclaste, 2017, 221 p.  (ISBN 979-10-95438-40-3) ; Paris, Gallimard, coll. « Folio » no 6583, 2019, 221 p.  (ISBN 978-2-07-275066-3)
- Cent millions d'années et un jour, Paris, L'Iconoclaste, 2019, 320 p.  (ISBN 978-2-37880-076-5) ; Paris, Gallimard, coll. « Folio » no 6960, 2021, 309 p.  (ISBN 978-2-07-287922-7)
- Des diables et des saints, Paris, L'Iconoclaste, 2021, 363 p.  (ISBN 978-2-37880-174-8) ; L'Iconoclaste, coll. « Proche », 2022  (ISBN 978-2493909015)
- Veiller sur elle, Paris, L'Iconoclaste, 2023, 581 p.  (ISBN 978-2-37880-375-9) prix Goncourt 2023

## Filmographie

### En qualité de scénariste
- 2003 : Dead End
- 2006 : Big Nothing
- 2007 : Hellphone de James Huth
- 2013 : La Confrérie des larmes
- 2022 : King de David Moreau

### En qualité de réalisateur
- 2003 : Dead End, coréalisé avec Fabrice Canepa
- 2006 : Big Nothing, avec David Schwimmer et Simon Pegg
- 2013 : La Confrérie des larmes, avec Jérémie Renier et Audrey Fleurot

## Récompenses et distinctions

### Prix littéraires
- 2017, pour Ma reine :
  - Prix Femina des lycéens
  - Prix du premier roman
  - Prix « Envoyé par La Poste »
  - Prix Terre de France
  - Prix du premier roman de La Forêt des livres
  - Étoile du Parisien du meilleur roman de l'année
  - Sélection Talent Cultura

- 2018, pour Ma reine :
  - Prix Alain-Fournier
  - Prix Fondation Jacqueline-de-Romilly
  - Prix Rendez-vous du premier roman (Québec), catégorie Meilleur premier roman français

- 2019 :
  - Prix Livre Azur, pour Ma reine

- 2020 :
  - Prix des lycéens Folio, pour Ma reine
  - Prix des lecteurs Privat, pour Cent millions d'années et un jour
  - Prix Escale du livre, pour Cent millions d'années et un jour

- 2021, pour Des diables et des saints :
  - Grand Prix RTL-Lire[12]
  - Prix Livres et Musiques
  - Prix Ouest-France/Étonnants Voyageurs[13]
  - Prix Relay des voyageurs lecteurs
  - Prix des lecteurs du Var
  - Prix du Cercle de l'Union interalliée

- 2023 :
  - Prix Goncourt pour Veiller sur elle[14],[15]
  - Prix du roman Fnac, pour Veiller sur elle
  - Grand prix des lectrices de Elle, pour Veiller sur elle

### Cinéma
Pour Dead End, avec Fabrice Canepa

- 2003 : 
  - San Sebastián Horror and Fantasy Film Festival, Audience Award
  - FanTasia Film Festival (Montréal), Jury Prize
  - Brussels International Fantastic Film Festival
  - Grand Prize of European Fantasy Film in Silver
  - Pegasus Audience Award

- 2004 : Peñíscola Comedy Film Festival, Best First Feature[8]